# Aeroporto Internazionale di Praia Nelson Mandela
L'aeroporto internazionale Nelson Mandela, noto anche come aeroporto internazionale di Praia, è l'aeroporto dell'isola di Santiago a Capo Verde.
Fu aperto nell'ottobre del 2005, in sostituzione del vecchio aeroporto Francisco Mendes. Si trova a 3 km a nord-est del capoluogo di Praia, nella parte sudorientale dell'isola di Santiago.

## Storia
Il primo volo sul nuovo aeroporto ebbe luogo il 6 ottobre 2005 proveniente da Sal. Anche se l'aeroporto serve la capitale e città più grande, Praia, come il resto dell'isola di Santiago, l'aeroporto con maggior traffico di Capo Verde è l'Aeroporto Internazionale Amílcar Cabral sito nella più piccola isola di Sal.
Nel gennaio 2012 una disposizione del governo di Capo Verde volle rinominare l'aeroporto di Praia con quello dell'ex presidente del Sudafrica, Nelson Mandela, un'icona della libertà in Africa, ma non senza controversie. Opere di modernizzazione, tra le quali la nuova hall delle partenze, furono previste per il completamento nel luglio del 2018.

## Compagnie aeree e destinazioni
- Air Senegal: Dakar–Diass[5]
- ASKY Airlines: Bissau, Conakry (entrambe dal 3 dicembre 2018)[6]
- Azores Airlines: Ponta Delgada (Stagionale), Boston
- Binter CV: Boa Vista, Maio, Sal, São Filipe,[7] São Nicolau, São Vicente
- Cabo Verde Airlines: Boston,[8] Lisbona
- Royal Air Maroc: Casablanca
- TAP Portugal: Lisbona
- TUI Airlines Nederland: Amsterdam

## Statistiche
| Anno | Passeggeri | Operazioni | Cargo (t) |
| ---- | ---------- | ---------- | --------- |
| 2012 | 497049     |            |           |
| 2013 | 505497     | 8978       | 1418      |
| 2016 | 522584     | 8641       | 1109      |
| 2017 | 662356     | 11236      | 959       |